# ألان هايم
ألان هايم (بالإنجليزية: Alan Heim)‏ هو مونتير ومنتج أفلام أمريكي، ولد في 21 مايو 1936 في ذا برونكس في الولايات المتحدة.

## وصلات خارجية
- ألان هايم على موقع IMDb (الإنجليزية)
- ألان هايم على موقع ألو سيني (الفرنسية)
- ألان هايم على موقع أول موفي (الإنجليزية)
- ألان هايم على موقع قاعدة بيانات الأفلام السويدية (السويدية)
- ألان هايم على موقع قاعدة بيانات الفيلم (الإنجليزية)
- ألان هايم على موقع كينوبويسك (الروسية)